# Gårdmølle
En gårdmølle er en lille vindmølle, som typisk forsyner en enkelt husstand, der driver landbrug med elektricitet, ligesom den også kan drive landbrugsmaskiner.
Gårdmøllerne går også under navne som husmøller eller kludesejlere ifølge nogle kilder. De blev fortrinsvis opført i perioden 1870 til 1910 og var oprindelig forsynet med fire vinger, men omkring 1880 blev de mangebladede vindrosemotorer indført i Danmark, hvilket skabte basis for industriel mølledrift. Vindrosemotoren anvender en teknologi, som Daniel Halladay fra Vermont i USA havde udviklet og opnået patent på i 1854. Den var baseret på den hollandske vindmølles vindrose og udelukkende beregnet til at pumpe vand fra brønde. Teknologien viste sig imidlertid at indeholde mange andre anvendelsesmuligheder, og i 1884 installeredes en vindrose, der målte 10 meter i diameter på den hollandske mølle i Ruprechtov i Tjekkiet.
Danskeren Poul la Cour udviklede i 1891 en teknik, hvor der kunne opnås tre gange så meget energi med samme vingelængde sammenlignet med prototypen. Opfindelsen, der skulle fremstille elektricitet, spaltede vand i et kar, der var koblet til møllen, i luftarterne ilt og brint, som blev lagret i gastanke; han påviste også, at møller med få vinger havde større produktionskapacitet end vindrosemøllerne.
Omkring år 1900 var der over 20.000 gårdmøller i Danmark, og mange af disse var placeret på tagene af lader eller udbygninger. De var medvirkende til, at de hollandske vindmøller ikke længere var rentable som kornmøller, og mens nogle søgte at supplere indtægterne, f.eks. med handel med korn og foderstoffer, blev mange andre nedlagt.
Udviklingen af brændstof til motorer betød, at mange brugere udstyrede deres møller med hjælpemotor, men samtidig betød udbygningen af kraftværker og andre større elproducerende virksomheder, at behovet for gårdmøller blev mindre og efter 2. verdenskrig blev langt de fleste nedlagt. Mens der er bevaret ca. 300 af de store, gamle vindmøller, skønnes det, at der kun er ca. 20 gamle gårdmøller, der har overlevet i Danmark. Tarris Mølle på Fur er den eneste tilbageværende gårdmølle med kludesejl. Møllen er opstillet ved Fur Museum.
Nogle af de små vindmøller, som er blevet opstillet efter oliekrisen er en form for videreudvikling af gårdmøllerne. De fleste producerer elektricitet. Der afholdes kurser i selvbyggeri af små vindmøller.